# Leucadendron argenteum
Leucadendron argenteum là một loài thực vật có hoa trong họ Quắn hoa. Loài này được (L.) R. Br. miêu tả khoa học đầu tiên năm 1810.